# Parallel presence detect
Parallel Presence Detect – sposób informowania płyty głównej o typie i pojemności zainstalowanych modułów pamięci SIMM. Do kodowania informacji używa się pinów 67, 68, 69 oraz 70. Co prawda kontakty odpowiedzialne za identyfikacje modułów są ujęte w ogólnej specyfikacji modułów SIMM, jednakże brakuje w niej opisu metody kodowania informacji. Z tego też powodu każda firma produkująca moduły (o ile używała styków PD) stosowała własne, niekompatybilne ze sobą sposoby połączenia tych pinów. W związku z powyższym, większość systemów używających tych modułów, wcale nie zwraca uwagi na piny PD. Istnieją jednak wyjątki od tej zasady - przykładowo, większość drukarek Hewlett-Packard - u których, bez prawidłowo podłączonych pinów PD, pamięć nie jest wcale rozpoznawana.
Poniżej przedstawiona jest przykładowa konfiguracja pinów zgodna ze specyfikacją HP, gdzie:
- 'GND' - masa, najczęściej połączenie z pinem 72
- '---' - brak połączenia

| Pin 70 | Pin 69 | Pin 68 | Pin 67 | Pojemność     | Prędkość |
| ------ | ------ | ------ | ------ | ------------- | -------- |
| ---    | ---    | ---    | ---    | Nieprawidłowe | -        |
| ---    | ---    | ---    | GND    | Nieprawidłowe | -        |
| ---    | ---    | GND    | GND    | Nieprawidłowe | -        |
| ---    | ---    | GND    | ---    | Nieprawidłowe | -        |
| ---    | GND    | ---    | ---    | 8 MiB         | 70 ns    |
| ---    | GND    | ---    | GND    | 1/16 MiB      | 70 ns    |
| ---    | GND    | GND    | ---    | 2/32 MiB      | 70 ns    |
| ---    | GND    | GND    | GND    | 4 MiB         | 70 ns    |
| GND    | ---    | ---    | ---    | 8 MiB         | 80 ns    |
| GND    | ---    | ---    | GND    | 1/16 MiB      | 80 ns    |
| GND    | ---    | GND    | ---    | 2/32 MiB      | 80 ns    |
| GND    | ---    | GND    | GND    | 4 MiB         | 80 ns    |
| GND    | GND    | ---    | ---    | 8 MiB         | 100 ns   |
| GND    | GND    | ---    | GND    | 1/16 MiB      | 100 ns   |
| GND    | GND    | GND    | ---    | 2/32 MiB      | 100 ns   |
| GND    | GND    | GND    | GND    | 4 MiB         | 100 ns   |